# マティアス&マキシム
『マティアス&マキシム』（Matthias & Maxime）は2019年のカナダのドラマ映画。監督はグザヴィエ・ドラン、出演はガブリエル・ダルメイダ・フレイタスなど。幼なじみの2人の男性の葛藤と苦悩を痛切に描いたラブストーリー。

## ストーリー
共に青春時代を過ごしてきた幼馴染みのマティアスとマキシム。ある時、彼らの友人の妹が製作する映画への出演を頼まれ二人はキスシーンを演じることに。それをきっかけに彼らの間には戸惑いと葛藤、そして苦悩が生まれてゆく。監督自身が主演を務めるラブストーリー。

## キャスト
- マティアス: ガブリエル・ダルメイダ・フレイタス（フランス語版）
- マキシム: グザヴィエ・ドラン
- リヴェット: ピア＝リュック・フランク（フランス語版）
- ブラス: アントワーヌ・ピロン（フランス語版）
- フランク: サミュエル・ゴチエ
- シャリフ: アディブ・アルクハリデイ（フランス語版）
- リサ: カトリーヌ・ブリュネ（フランス語版）
- サラ: マリリン・キャストンゲ（フランス語版）
- フランシーヌ: ミシュリーヌ・ベルナール（フランス語版） - マティアスの母。
- マノン: アンヌ・ドルヴァル - マキシムの母。
- マカフィ: ハリス・ディキンソン

## 製作
2018年1月30日、グザヴィエ・ドラン監督が新作映画『Matt & Max』の製作に着手しており、ドラン本人とアンヌ・ドルヴァルが出演する予定だと報じられた。8月、ピア＝リュック・フランクとミシュリーヌ・ベルナールの出演が決まった。なお、この時点で本作のタイトルは『Matt & Max』から『Matthias & Maxime』に変更されていた。同月15日、本作の主要撮影がカナダのケベック州で始まった。11月9日、ハリス・ディキンソンが本作の撮影に参加していたことを明かした。2019年10月25日、マーキュリー・クラシックスが本作のサウンドトラックを発売した。

## 公開・マーケティング
2018年9月4日、本作の劇中写真が初めて公開された。2019年5月22日、本作は第72回カンヌ国際映画祭でプレミア上映された。9月23日、本作のオフィシャル・トレイラーが公開された。
日本ではジョージ朝倉による少女漫画『溺れるナイフ』とのコラボポスターが発表された。しかし、そのポスターイラストの内容が映画の主役男性同士を『溺れるナイフ』の「男女」キャラクターに置き換えたものであったことから、SNSを中心に同性愛を軽視する行為であるとして批判を浴びた。配給のファントム・フィルムは謝罪文を公表し、ポスターを取り下げたが、その謝罪の内容が傷つけられた当事者ではなく『溺れるナイフ』の作者に配慮しているかのようなものだったため、さらに波紋を呼んだ。この騒動は「ヘテロウォッシュ」の一例として指摘されている。

## 評価
本作に対する批評家からの評価は平凡なものに留まっている。映画批評集積サイトのRotten Tomatoesには51件のレビューがあり、批評家支持率は61%、平均点は10点満点で6.15点となっている。サイト側による批評家の見解の要約は「グザヴィエ・ドラン監督作品のファンならば、過去作よりも緊迫感があることを高く評価するかもしれない。しかし、『マティアス&マキシム』は魅力的な作品であるが、観客を苛立たせる作品でもある。」となっている。また、Metacriticには12件のレビューがあり、加重平均値は59/100となっている。
トロント国際映画祭は本作を「2019年のカナダ映画トップ10」の内の1本に選出した。